# Rosa Rakotozafy
Lalanirina Rosa Rakotozafy (* 12. November 1977 in Fianarantsoa) ist eine ehemalige madagassische Leichtathletin, die sich auf den Hürdenlauf spezialisiert hat. Sie ist nationale Rekordhalterin über 100 m Hürden und wurde in dieser Disziplin 2002 und 2004 Afrikameisterin.

## Sportliche Laufbahn
Erste internationale Erfahrungen sammelte Rosa Rakotozafy vermutlich im Jahr 1997, als sie bei den Spielen der Frankophonie in Antananarivo in 13,90 s den sechsten Platz im 100-Meter-Hürdenlauf belegte. Im Jahr darauf gelangte sie bei den Afrikameisterschaften in Dakar mit 13,53 s auf Rang vier und gewann mit der madagassischen 4-mal-100-Meter-Staffel in 43,78 s gemeinsam mit Hanitriniaina Rakotondrabé, Lalao Ravaonirina und Ony Paule Ratsimbazafy die Silbermedaille hinter dem Team aus Nigeria. Bei den Leichtathletik-Weltmeisterschaften 1999 in Sevilla startete sie über die Hürden. Sie schied mit 12,98 s im Viertelfinale aus und verpasste mit der Staffel mit 44,36 s den Finaleinzug. Anschließend nahm sie an den Afrikaspielen in Johannesburg teil und wurde dort in 13,19 s Vierte über die Hürden und sicherte sich in der Staffel in 43,98 s gemeinsam mit Hanitriniaina Rakotondrabé, Lantoniaina Ramalalanirina und Aurélie Jonary die Silbermedaille hinter dem nigerianischen Team. Im Jahr darauf gewann sie bei den Afrikameisterschaften in Algier in 13,21 s die Silbermedaille über 100 m Hürden hinter der Nigerianerin Glory Alozie. Anschließend nahm sie erstmals an den Olympischen Sommerspielen in Sydney teil und kam dort mit 13,80 s nicht über die erste Runde über die Hürden hinaus und schied mit der Staffel mit 43,98 s im Halbfinale aus.
2001 startete sie im 60-Meter-Hürdenlauf bei den Hallenweltmeisterschaften in Lissabon und schied dort mit 8,36 s in der Vorrunde aus. Im Juli belegte sie bei den Spielen der Frankophonie in Ottawa in 13,10 s den fünften Platz und anschließend schied sie bei den Weltmeisterschaften im kanadischen Edmonton mit 13,24 s in der ersten Runde aus. Im Jahr darauf siegte sie in 13,13 s bei den Afrikameisterschaften in Radès und wurde anschließend beim IAAF World Cup in Madrid in 13,07 s Fünfte. 2003 erreichte sie bei den Hallenweltmeisterschaften in Birmingham das Halbfinale über 60 m Hürden, in dem sie mit 8,27 s ausschied und im Sommer verzichtete sie bei den Weltmeisterschaften in Paris kurzfristig auf einen Start. Im Jahr darauf verteidigte sie bei den Afrikameisterschaften in Brazzaville in 13,73 s ihren Titel und nahm anschließend erneut an den Olympischen Sommerspielen in Athen teil, bei denen sie mit 13,67 s nicht über die erste Runde hinaus kam. Zudem war sie dort Fahnenträgerin ihrer Nation bei der Eröffnungsveranstaltung der Spiele. 2005 beendete sie aufgrund zahlreicher Verletzungen vorerst ihre Karriere, kehrte aber 2011 zur Leichtathletik zurück und gewann im selben Jahr bei den Afrikaspielen in Maputo in 13,55 s die Bronzemedaille über 100 m Hürden hinter den Nigerianerinnen Seun Adigun und Jessica Ohanaja. Im Jahr darauf schied sie bei den Hallenweltmeisterschaften in Istanbul mit 8,74 s im Vorlauf über 60 m Hürden aus und Ende Juni klassierte sie sich bei den Afrikameisterschaften in Porto-Novo mit 13,70 s auf dem fünften Platz über 100 m Hürden und beendete daraufhin ihre aktive sportliche Karriere im Alter von 34 Jahren.

## Persönliche Bestleistungen
- 100 Meter: 11,35 s (+0,3 m/s), 12. April 2003 in Yaoundé
  - 60 Meter (Halle): 7,52 s, 9. Februar 2001 in Chemnitz
- 200 Meter: 23,09 s (−1,1 m/s), 10. April 1999 in Pretoria (madagassischer Rekord)
- 100 m Hürden: 12,84 s (+2,0 m/s), 31. Juli 1999 in Niort (madagassischer Rekord)
  - 60 m Hürden (Halle): 8,14 s, 15. März 2003 in Birmingham